# Pinxit

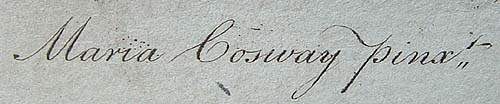
Maria Cosway pinxit (formułka zamieszczona na grafice Francesca Bartolozziego z 1788 r., wykonanej na podstawie obrazu Marii Cosway)

Pinxit, pinx. (łac. namalował) – formułka (wyrażenie lub skrót) używana przez malarzy w sygnaturach lub umieszczana przez rytowników na rycinie przy nazwisku malarza, według którego obrazu ją wykonano.
Pinxit, które zaczęto używać w renesansie, wraz z rozpowszechnianiem się zwyczaju sygnowania obrazów przez malarzy, stało się szeroko stosowane w baroku.
Współcześnie, wśród polskich twórców posługiwał się nim stale grafik i ilustrator Bohdan Butenko, choć często żartobliwie, gdyż przy rysunkach powinna być forma del. – delineavit.
W grafice reprodukcyjnej obok pinx. funkcjonował też skrót inv. – invenit (łac. zaprojektował, skomponował), zaś rytownika (twórcę sztychu) oznaczano skrótem sculp. – sculpsit  lub inc. – incidit (łac. wyrył).